# Họ Hoàng cẩm đái
Họ Hoàng cẩm đái (danh pháp khoa học: Diervillaceae), theo quan điểm của phát sinh loài như trong hệ thống APG II được coi là một họ trong bộ Tục đoạn (Dipsacales). Họ này chứa 2 chi với khoảng 16 loài. Nó cũng được coi như là phân họ Diervilleae trong họ Kim ngân nghĩa rộng (Caprifoliaceae sensu lato), như trong hệ thống phân loại Cronquist năm 1981. Họ này chủ yếu chứa các loài cây bụi, sinh trưởng chủ yếu tại khu vực ôn đới, với sự phân bố của 2 chi này là rời rạc. Một chi (Diervilla) tại đông và đông nam Hoa Kỳ trong khi chi kia (Weigela) tại Đông Á (đông bắc Trung Quốc, bán đảo Triều Tiên, Nhật Bản).
Trong hệ thống APG III năm 2009 người ta không công nhận họ này mà gộp nó trong họ Caprifoliaceae nghĩa rộng.

## Đặc điểm
Các lá đơn, mọc đối, mép lá có khía răng cưa, thiếu lá kèm. Hoa lưỡng tính, đối xứng hai bên, 5 cánh hoa, 5 nhị với chỉ nhị có lông tơ, 2 lá noãn trong đó chỉ 1 có khả năng sinh sản. Quả nang.

## Phân loại
- Diervilla: 3 loài hoàng cẩm đái.
- Weigela: 10-13 loài cẩm đái.

## Thư viện ảnh

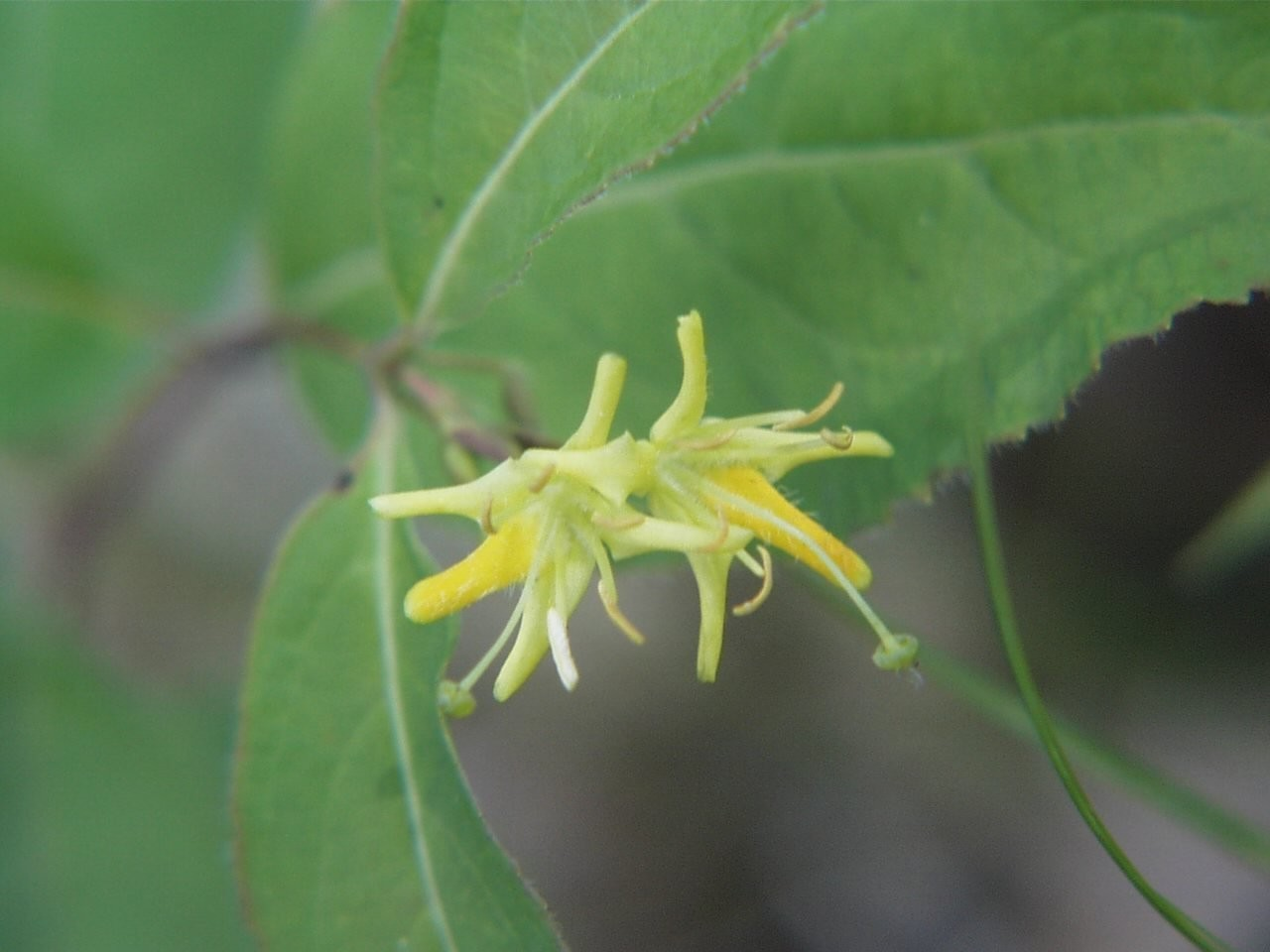
Diervilla lonicera
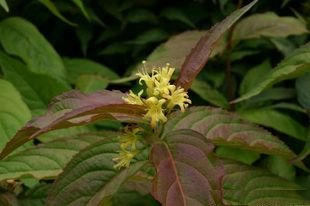
Diervilla sesslilifolia
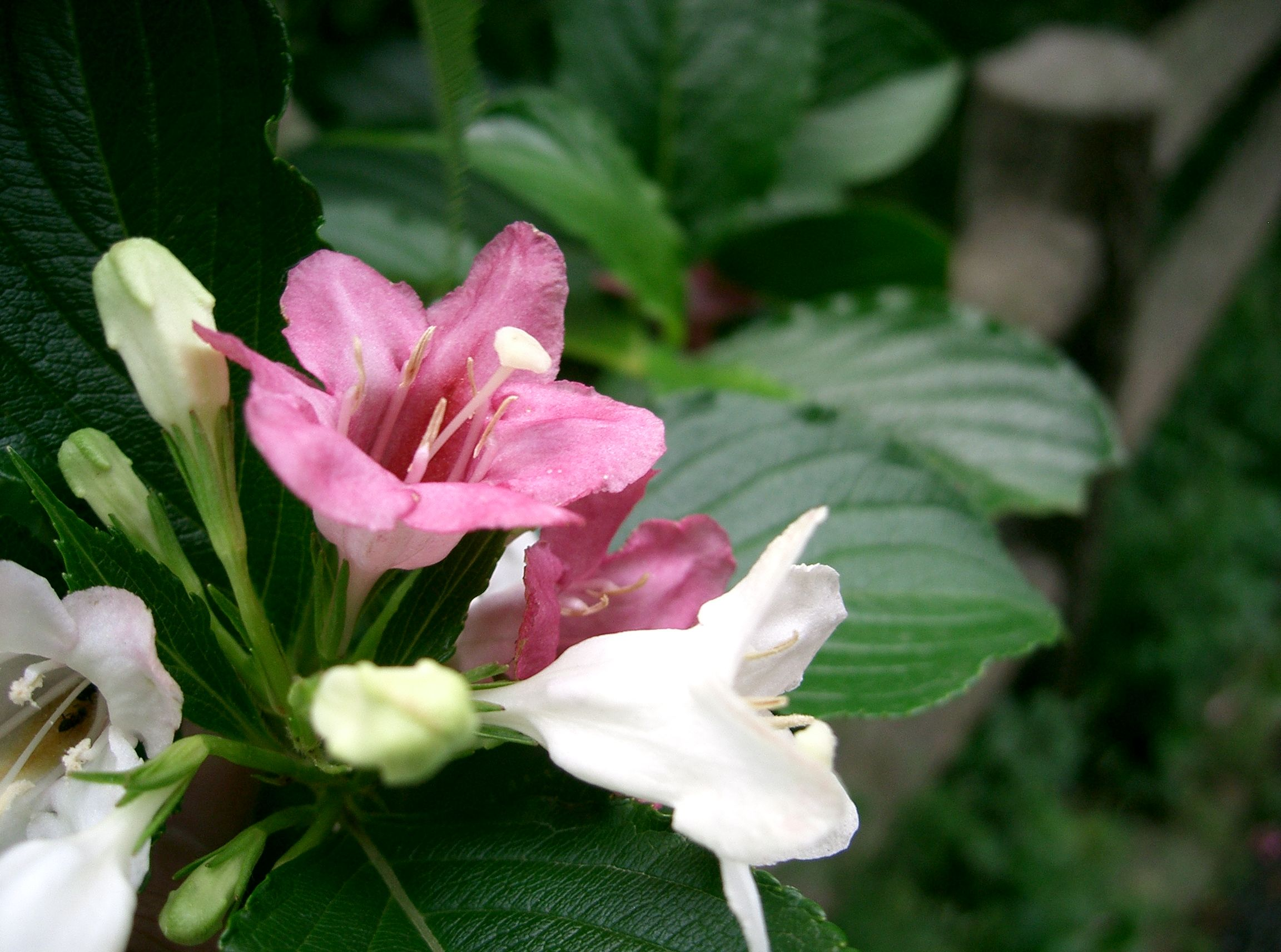
Weigela coraeensis
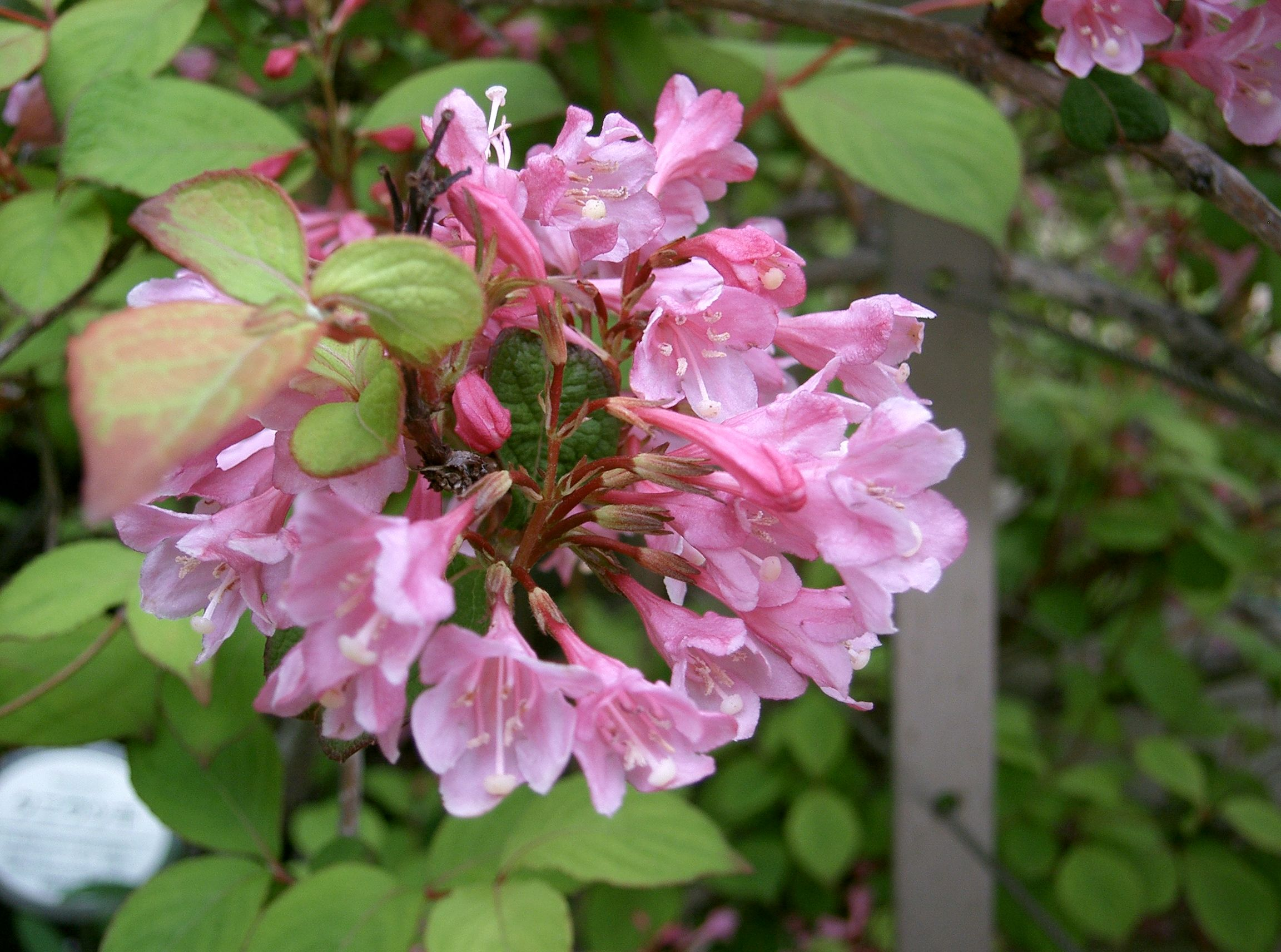
Weigela hortensis
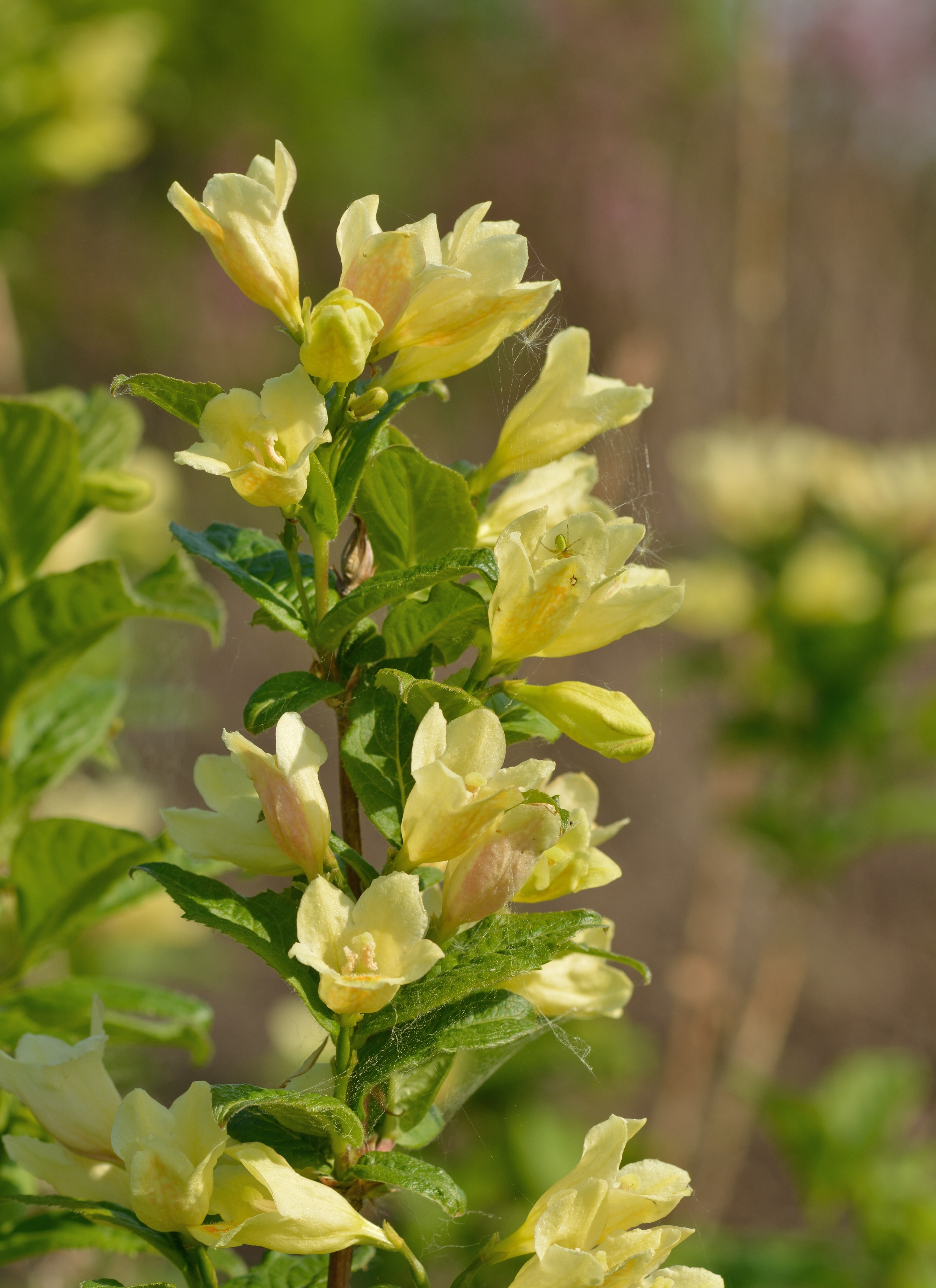
Weigela middendorffiana